# 土瓜灣驗車中心

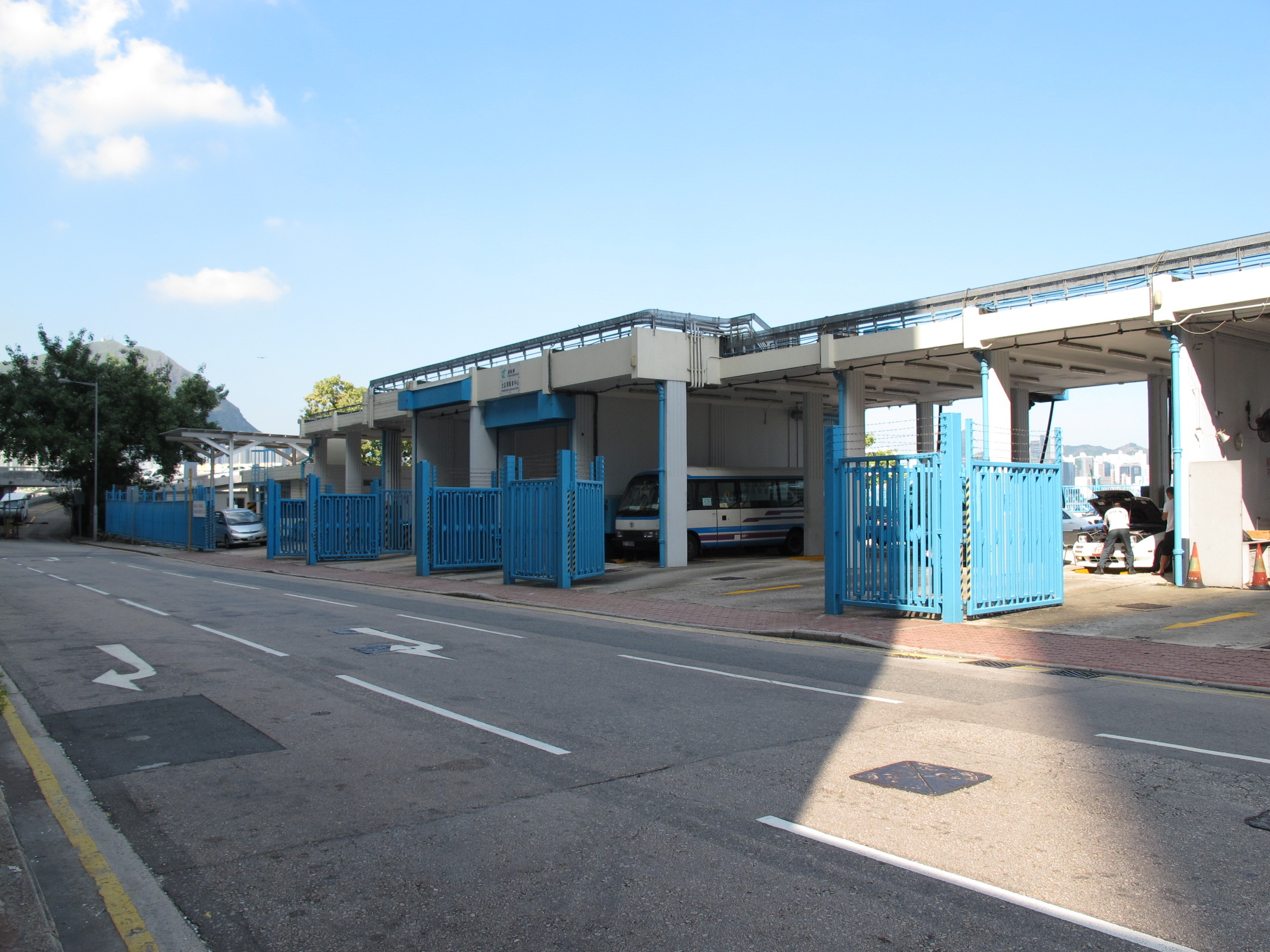
土瓜灣驗車中心（2011）

土瓜灣驗車中心（英語：To Kwa Wan Motor Vehicle Inspection Centre）是一个昔日位於土瓜灣朗月街之驗車中心，主要為商用車輛（包括的士、小巴、貨車、非專營巴士等）提供檢驗服務。驗車中心亦提供其他檢驗服務，如召喚檢驗、車輛改動檢驗、新車款的類型評定等。土瓜灣驗車中心由運輸署管理。

## 搬遷
2022年1月24日，土瓜灣驗車中心遷往青衣西草灣路18號的運輸署車輛檢驗綜合大樓。
土瓜灣驗車中心在搬遷之後展開拆卸工程，原址已於2023年第一季交回地政總署。